# A44-es autópálya (Németország)
Az A44-es autópálya (németül: Bundesautobahn 44) egy autópálya Németországban. Hossza 341 km.